# Hymedesmia velata
Hymedesmia velata är en svampdjursart som beskrevs av Topsent 1928. Hymedesmia velata ingår i släktet Hymedesmia och familjen Hymedesmiidae. Inga underarter finns listade i Catalogue of Life.